# Радна терапија
Радна терапија је вид терапије који се састоји у ангажовању особе на неком релативно лакшем производном или креативном послу. Тиме се болесник (у психијатрији), клијент ангажује активно и удаљава од опсесивних мисли, апатије и очајавања, а истовремено јача концентрацију и обнавља везу са реалношћу. То помаже његовом оздрављењу и убрзава процес рехабилитације. Радна активност може бити усмерена и на стварање радних навика и учење животних вештина када се назива окупационом терапијом. Ове врсте терапије обично се спроводе у дневној болници, центрима за дневни боравак и институцијама социјалне заштите и захтевају посебно едукованог терапеута.